# عشرب سويقي
عشرب سويقي (الاسم العلمي:Exacum petiolare) هو نوع من النباتات يتبع جنس العشرب من الفصيلة الجنطيانية.